# Rok Benkovič
Rok Benkovič (* 20. März 1986 in Ljubljana, damals Jugoslawien) ist ein ehemaliger slowenischer Skispringer.

## Werdegang
Benkovič gab sein internationales Debüt im Rahmen des Skisprung-Continental-Cups zur Saison 1999/2000. Dabei erreichte er mit 20 Punkten am Ende den 127. Rang der Gesamtwertung. Sein Debüt im Skisprung-Weltcup gab er am 21. Dezember 2001 in Predazzo. Bereits in seinem zweiten Weltcup-Springen auf gleicher Schanze tagsdrauf gewann er mit dem 26. Rang erste Weltcup-Punkte. Trotz dieses Erfolges wechselte er vier Tage später wieder zurück in den Continental Cup, wo er in St. Moritz auf Anhieb mit Rang 18 wieder unter die Top 20 springen konnte.
Bei den Nordischen Junioren-Skiweltmeisterschaften 2002 in Schonach im Schwarzwald gewann er gemeinsam mit Bine Zupan, Zvonko Kordež und Jaka Oblak die Bronzemedaille im Teamspringen hinter den Mannschaften aus Finnland und Österreich. Im Einzelspringen von der Normalschanze erreichte er Rang 24. Bei seinem ersten Continental Cup in Gallio erreichte er mit Rang sechs erstmals eine Platzierung unter den besten zehn. Im Sommer 2002 konnte er seine Leistungen weiter steigern und erreichte mit dem zweiten Rang in Calgary sein erstes Podium der Karriere. Nach einem weiteren dritten Rang beim Springen auf den Utah Olympic Park Jumps in Park City wechselte Benkovič fest in den Weltcup-Kader. Auf Anhieb zeigte er dabei beim Weltcup-Auftakt der Saison 2002/03 in Kuusamo mit Rang 16 eine gute Leistung. In der Folge gelangen ihm jedoch keine weiteren Punktegewinne, so dass er im Dezember den Weltcup-Kader wieder verließ und im Januar 2003 wieder im Continental-Cup an den Start ging. Dabei verpasste er in Seefeld in Tirol als Vierter nur knapp das Podium. Nachdem er in den weiteren Wettbewerben nur durchwachsene Ergebnisse errang, erreichte er einen zweiten Rang beim FIS-Springen in Villach und einen Sieg beim Junioren-Springen im Team in Planica. Im Anschluss daran gewann er mit der Mannschaft bei den Nordischen Junioren-Skiweltmeisterschaften 2003 in Sollefteå die Silbermedaille im Teamwettbewerb. Auch im Einzel von der Normalschanze gewann er Silber. Nur zwei Wochen später startete er im Seniorenbereich bei der Nordischen Skiweltmeisterschaft 2003 im italienischen Val di Fiemme. Dabei erreichte er mit der Mannschaft im Teamspringen Rang sechs. In den Einzelwettbewerben sprang Benkovič auf die Ränge 23 und 31.
Im März 2003 kehrte er zurück in den Weltcup. Beim Springen in Oslo sprang er nach einem fünften Rang beim Teamweltcup mit dem achten Platz im Einzel sein bis dahin bestes Einzelergebnis im Weltcup. Nach weiteren guten Ergebnissen und einem 41. Platz in der Gesamtwertung, ging Benkovič gestärkt in die Sommersaison. In Velenje erreichte er mit Rang zwei beim Continental-Cup wieder einen Podestplatz. Im Skisprung-Grand-Prix stand er mit dem dritten Rang beim Teamspringen in Hinterzarten ebenfalls auf dem Podest. Nach weiteren guten Ergebnissen und einem zweiten Rang beim Springen in Innsbruck beendete er die Grand-Prix-Saison 2003 auf dem vierten Rang der Gesamtwertung.
Die Saison 2003/04 wurde in der Folge zu seiner erfolgreichsten Weltcup-Saison. So lag er bei allen Springen bis auf drei Ausnahmen immer innerhalb der Punkteränge. Am Ende belegte er mit 343 Punkten Rang 17 der Weltcup-Gesamtwertung. Bei der Skiflug-Weltmeisterschaft 2004 in Planica kam er am Ende auf den 21. Platz und wurde mit dem Team Sechster.
Bei der Nordischen Skiweltmeisterschaft 2005 in Oberstdorf gewann er überraschend die Goldmedaille im Wettbewerb auf der Normalschanze. Er war damit nach Franci Petek in Predazzo 1991 erst der zweite slowenische Skispringer, der bei Weltmeisterschaften eine Goldmedaille erringen konnte. Mit der Mannschaft gewann er Bronze von der Normalschanze.
Bei den Olympischen Winterspielen 2006 in Turin erreichte Benkovič den 29. Platz von der Normal- und den 49. Platz von der Großschanze. Beim Teamwettbewerb lag er gemeinsam mit Robert Kranjec, Primož Peterka und Jernej Damjan am Ende auf dem Zehnten Rang.
Nach den Olympischen Spielen fand Benkovič nicht mehr zurück in die Weltspitze. Im Mai 2007, im Alter von nur 21 Jahren, verkündete Benkovič seine Karriere aus Mangel an Motivation und wegen ausbleibenden Erfolgen zu beenden.
Benkovič ist neben Tommy Ingebrigtsen und Rune Velta einer von drei Weltmeistern seit Einführung des Skisprung-Weltcups, die dort nie einen Einzelwettbewerb gewinnen konnten. Im Gegensatz zu den beiden Norwegern gewann er außerdem kein einziges Mannschaftsspringen.

## Statistik

### Weltcup-Platzierungen
| Saison  | Platz | Punkte |
| ------- | ----- | ------ |
| 2001/02 | 077.  | 005    |
| 2002/03 | 041.  | 083    |
| 2003/04 | 017.  | 343    |
| 2004/05 | 019.  | 335    |
| 2005/06 | 026.  | 164    |
| 2006/07 | 063.  | 021    |

### Continental-Cup-Platzierungen
| Saison  | Platz | Punkte |
| ------- | ----- | ------ |
| 1999/00 | 201.  | 020    |
| 2000/01 | 230.  | 005    |
| 2001/02 | 077.  | 130    |
| 2002/03 | 016.  | 450    |
| 2003/04 | 083.  | 080    |
| 2004/05 | 167.  | 008    |
| 2005/06 | 064.  | 140    |